# Історія коміксів
Історія коміксів пройшла різними шляхами в різних частинах світу. Її можна простежити до ранніх попередників, таких як колона Траяна в Римі, єгипетські ієрогліфи й гобелен із Байо.

## Ранні розповіді в мистецтві
Прикладом раннього попередника друку коміксів є Колона Траяна в Римі. Це найгарніший зі збережених прикладів оповідання, викладеного послідовними зображеннями, в той час як єгипетські ієрогліфи, грецькі фризи (Фриз Парфенона), середньовічні гобелени (гобелен Байо) й ілюстровані манускрипти також об’єднують послідовні зображення і слова, щоб розповісти історію. Версії Біблії, засновані головним чином на зображеннях, а не на тексті, були широко поширені в Європі, щоб донести вчення християнства до неписьменних. У середньовічних картинах кілька послідовних сцен однієї історії (зазвичай біблійної) з’являються одночасно в одній картині.
Однак ці роботи не дійшли до читача; знадобився винахід сучасних друкарських технологій, щоб довести форму до широкої аудиторії і стати засобом масової інформації.

## XX століття і засоби масової інформації
У 1920—30-ті роки в галузі спостерігався подальший бум. Британський ринок коміксів звернувся до дітей через підлітковий гумор у «Денді» й «Біно». У Бельгії Ерже створив для газети стрипи «Пригоди Тентена», які були успішно зібрані в альбом і створили ринок для подальших подібних робіт. У той же період в Сполучених Штатах газетні серії розширили свою тематику, перетворивши її на щось більше, ніж просто гумор, — з’явилися серії, присвячені вчинкам, пригодам і таємницям. Почався збір такого матеріалу, й колекція передрукованих газетних серій була опублікована у таблоїдному розмірі у 1929 році.
Незабаром з’явився ринок таких коміксів, і до 1938 року видавці друкували оригінальний матеріал у такому форматі. Саме в цей момент був запущений Action Comics № 1, з Суперменом на обкладинці. Популярність персонажа стрімко закріпила супергероя як визначальний жанр американських коміксів. Жанр втратив популярність в 1950-х роках, але відновив своє панування з 1960-х до кінця 20-го століття.
В Японії, країні з давньою традицією ілюстрації, комікси були надзвичайно популярні. Японська форма коміксів, більш відома як манґа, була створена після Другої світової війни Осаму Тедзукою, який розширив кількість сторінок роботи до сотень і розробив кіношний стиль під впливом анімації Disney того часу. Японський ринок розширив свій асортимент, щоб охопити твори в багатьох жанрах, від дитячої фантазії до дорослої. Японська манґа зазвичай публікується у великих антологіях, що містять кілька сотень сторінок, і описані історії давно використовуються в якості джерел для адаптації у анімаційних та художніх фільмах і серіалах (дорами). У Японії такі фільми називаються аніме, й багато творців працюють в обох сферах одночасно, що призводить до внутрішнього зв’язку манґи та аніме.
У другій половині 20-го століття комікси стали дуже популярним предметом для колекціонерів, а з 1970-х років американські видавці коміксів прагнули активно сприяти продажам та перемістили більшу частину публікації і виробництва коміксів у формат томів та важких збірок, щоб догодити саме спільноті колекціонерів.
У 1972 році сер Ернст Ґомбріх відчув, що Тепфер розробив нову образотворчу мову, скорочений художній стиль, який дозволив аудиторії заповнювати прогалини своєю уявою.
Сучасне подвійне вживання терміна «комічний» в якості прикметника, що описує жанр, і іменника, що позначає цілий засіб комунікації, було піддано критиці. У 1960-х і 1970-х роках підпільні карикатуристи використовували орфографічний комікс, щоб відрізнити свою роботу від звичайних газетних серій і дитячих коміксів. Їх робота була написана для дорослої аудиторії, але зазвичай була комедійною, тому «комічний» ярлик все ще був доречний. Термін «графічний роман», популяризований в кінці 1970-х років, був придуманий принаймні за два десятиліття до цього.
У 1980-х роках у США почала процвітати гуманітарна освіта коміксів, і було помітне відродження популярності коміксів завдяки Алану Муру й Френку Міллеру, які написали відомі комікси про супергероїв, та коміксу «Кельвін і Гоббс» від Білла Воттерсона, та «The Far Side» від Ґері Ларсона.
З середини 1990-х років почала зростати популярність вебкоміксів. З моменту створення всесвітньої мережі художники змогли самостійно публікувати комікси в Інтернеті за низькою ціною. Хостинг-провайдери, спеціально розроблені для вебкоміків, як-от Keenspot [Архівовано 15 травня 2022 у Wayback Machine.] і Modern Tales, допускають синдикацію вебкоміків. Скотт Макклауд описав у 2000 році, як творці онлайн-коміксів можуть революціонізувати середу, охоплюючи цифровий простір і використовуючи такі методи, як нескінченне полотно. Вебкомікс став більш плідним на початку 2000-х років, коли поважні нагороди коміксів, як-от Eagle і Eisner Award, почали додавати категорії для нагород цифрових коміксів.